# Rahel Talts
Rahel Talts (* 5. April 1996 in Pärnu) ist eine estnische Jazzmusikerin (Piano, Komposition).

## Leben und Wirken
Talts, deren Vater der Jazzgitarrist Marek Talts ist, erhielt ab dem Alter von sechs Jahren klassischen Klavierunterricht. Im Alter von 14 Jahren begann sie, Schlagzeugunterricht zu nehmen. Bald wechselte sie zum Jazzpiano. 2018 schloss sie ihr Studium an der Georg Ots Musikschule in Tallinn mit einem Abschluss in Rhythmusklavier ab. Anschließend studierte sie am Syddansk Musikkonservatorium in Odense, wo sie 2023 einen Master-Abschluss in Jazzklavier und Komposition machte.
Seitdem lebt Talts in Dänemark. 2021 wurde sie für die Elbphilharmonie Jazz Academy in Hamburg ausgewählt, die mit zwei ausverkauften Konzerten in der Elbphilharmonie endete. 2023 vertrat sie Estland im Euroradio Jazz Orchestra der European Broadcast Union. 2023 war sie eine der Finalistinnen beim Helsinki Big Band Composing Contest. Sie wirkte in mehreren Bands und Projekten wie der Fusion-Band Alliance, Allan Kaljaste Smooth Group, ihrem großformatigen Rahel Talts Ensemble, mit dem sie das Album Power of Thought (2022) mit Eigenkompositionen veröffentlichte, der Jazz-Fusion-Gruppe J.R. In Fusion und dem Saulius Petreikis World Orchestra. Mit ihrem Quartett, zu dem der Saxophonist Donatas Petreikis sowie Mariusz Praśniewski (Bass) und Jesper Lørup Christensen (Schlagzeug) gehörten, legte sie 2023 das Album Greener Grass vor und trat 2024 bei JazzBaltica auf. Im selben Jahr spielte sie mit dieser Formation und dem Gitarristen Rob Luft beim Jazzkaar Festival Tallin. Weiterhin arbeitete sie mit Seamus Blake, Lage Lund, Yaron Herman, Melissa Aldana, Theo Croker und Ziv Ravitz. Sie ist auch auf Alben von Joni Raikaslehto InFusion und Tori Hobune zu hören.